# ボトロップ

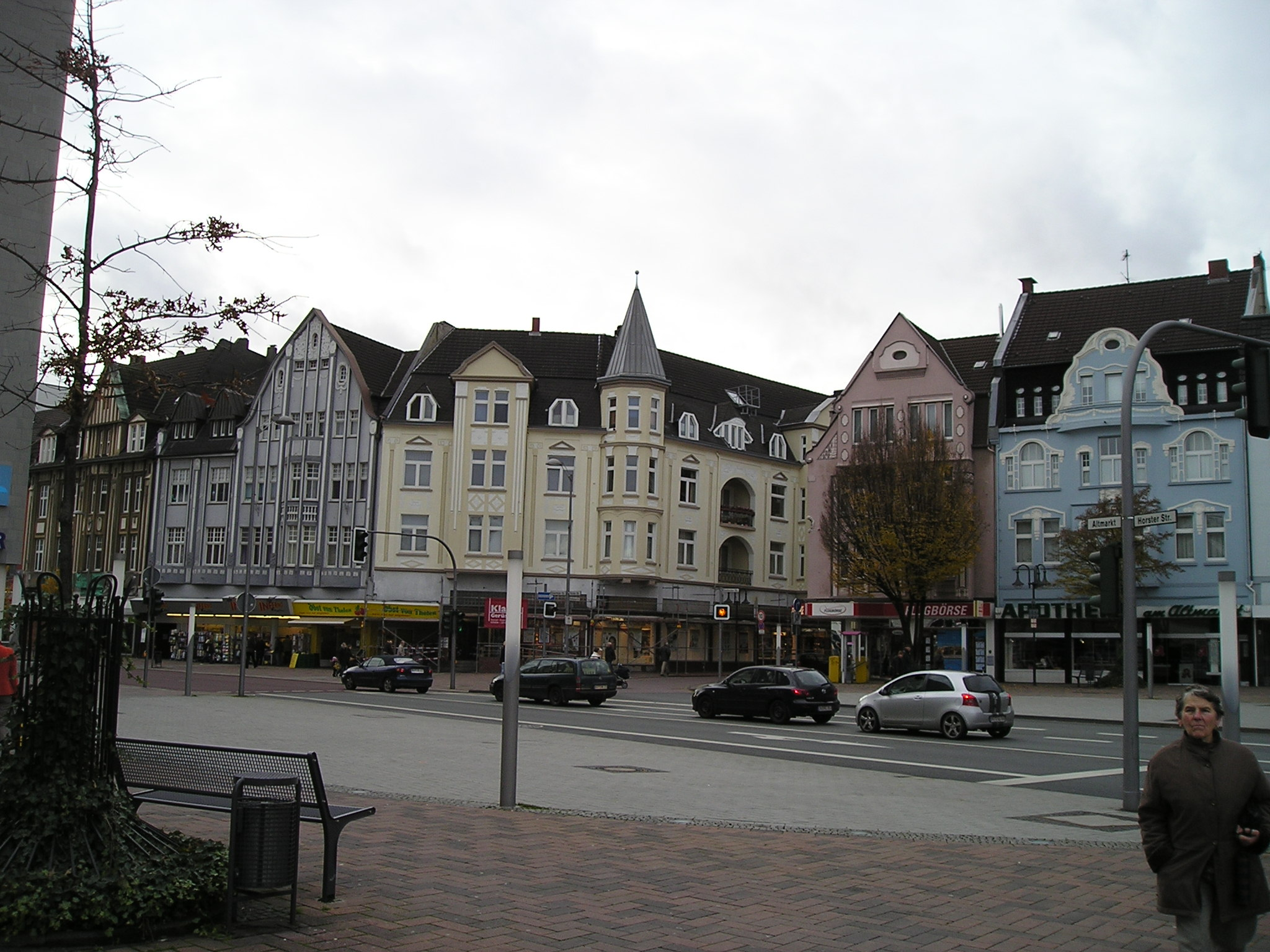

ボトロップ (Bottrop, ドイツ語発音: [ˈbɔtrɔp])は、ドイツ連邦共和国ノルトライン＝ヴェストファーレン州の都市。人口は約12万。ボットロプとも表記される。

## 地勢・産業
ルール地方に位置する工業都市。南はエッセン、西はオーバーハウゼン、東はグラートベックに接し、近隣にはデュースブルク、ボーフムなどが位置している。

## 歴史
ボトロップ (Bottrop) という地名は、「岡の上の村」を意味する Borthorpe に由来する。1423年には市（マルクト）を開催する権利を得ている。
1856年、市内で無煙炭を採掘しているプロスペル・ハニエル炭鉱 (de:Bergwerk Prosper-Haniel) の立坑が完成。炭鉱の時代を迎えて発展し、1919年に都市とされた。さらに、1921年には郡から独立し、特別市（郡独立市）となった。第二次世界大戦では炭鉱が爆撃され、被害を受けている。
1975年に行われた州の自治体再編成の結果、周辺のグラートベックとキルヒヘレンと合併した。しかし、これに不満を持つグラートベックが裁判で合併の合法性を争い、1976年の判決でグラートベックとの合併が取り消された。キルヒヘレンとの合併は維持され、現在のボトロップ市の一部となっている。市域は南部、中央部、北部のキルヒヘレンという3つの区に分けられている。
その後、プロスペル・ハニエル炭鉱は安価な外国産の石炭との競争に敗れて衰退。2007年、ドイツ政府（当時）が「国内の無煙炭鉱を2018年末までに閉山する」と決定したことで、プロスペル・ハニエル炭鉱は2018年12月21日に閉山した。

## 宗教
宗教：構成比（教会の数）
- カトリック：約50％ (19)
- プロテスタント：約20％ (8)
- 無信教：約20%
- イスラム教：約5%

## 姉妹都市
- トゥールコワン（フランス）
- ブラックプール（イングランド）
- ベルリン・ミッテ区（ドイツ）
- ヴェスプレーム（ハンガリー）
- メルゼブルク（ドイツ）

## 出身者
- テオ・ユルゲンスマン（ジャズ・バセットクラリネット奏者）
- フェリックス・パスラック（サッカー選手）

## 引用
1. ↑  Bevölkerung der Gemeinden Nordrhein-Westfalens am 31. Dezember 2023 – Fortschreibung des Bevölkerungsstandes auf Basis des Zensus vom 9. Mai 2011
2. ↑   Das Aussprachewörterbuch (6 ed.). Duden. p. 213. ISBN 978-3-411-04066-7
3. ↑  プロスパー炭坑とも。
4. ↑  ドイツ最後の無煙炭鉱、ついに閉山 奇跡の復興支えた歴史に幕 AFPBB News　2019年1月5日閲覧